# Sismo da Serra do Tombador de 1955
O sismo da Serra do Tombador de 1955 ocorreu no dia 31 de janeiro de 1955 na região da Serra do Tombador, em Mato Grosso, no Brasil. Com uma magnitude na escala de Richter de 6,3, é considerado por muitas fontes o maior terremoto da história do Brasil, apesar de haver registros de terremotos de maior intensidade no país.

## Terremoto
Segundo dados do Serviço Geológico dos Estados Unidos, o terremoto ocorreu às 2h03min06s do horário local (UTC -3), com uma profundidade de 15 quilômetros e uma magnitude na escala de Richter de 6,3. Seu epicentro ocorreu na localização -12.520 -57.290, numa área totalmente inabitada da Serra do Tombador, no município de Nova Maringá. A vila mais próxima estava a cem quilômetros ao sul. Em Cuiabá, distante 375 quilômetros, diversas pessoas acordaram, e um desvio do gráfico barográfico na estação meteorológica local foi registrado. Não há registros de danos consideráveis causados.
A área onde ocorreu o terremoto é considerada bastante sísmica por conta de uma falha geológica. No local, também ocorreram outros sismos de magnitudes consideráveis. Segundo o professor George Sand, do Observatório Sismológico da Universidade de Brasília, o terremoto foi registrado apenas por pesquisadores do exterior, já que registros sismológicos eram quase inexistentes no Brasil.